# 天平の疫病大流行
天平の疫病大流行（てんぴょうのえきびょうだいりゅうこう）は、天平7年（735年）から同9年（737年）にかけて奈良時代の日本で発生した疫病（天然痘）の流行。（記録されている症状から天然痘ではなく麻疹であるとする研究者もある。）
ある推計によれば、当時の日本の総人口の25 – 35パーセントにあたる、100万 – 150万人が感染により死亡したとされている。天然痘は735年に九州で発生したのち全国に広がり、首都である平城京でも大量の感染者を出した。737年6月には疫病の蔓延によって朝廷の政務が停止される事態となり、国政を担っていた藤原四兄弟も全員が感染によって病死した。天然痘の流行は738年1月までにほぼ終息したが、日本の政治と経済、および宗教に及ぼした影響は大きかった。

## 背景
日本の中央政府は、8世紀初頭までに中国にならった疫病のモニタリング制度を導入しており、国内で疫病が発生した際には朝廷への報告が常に行われるよう公式令で定めていた。この制度の存在により、735–737年に発生した疫病の際にも詳細な記録が残されることとなった。それらの記録は『続日本紀』他の史料に残されており、流行した疫病が天然痘であったことを伝えている。

## 発生
天然痘は735年（天平7年）、大宰府管内である九州北部で発生したと記録されている。平安時代末期に書かれた歴史書によれば、735年の流行の感染源となったのは「野蛮人の船」から疫病を移された1人の漁師とされている。一方で、発生地から見て遣新羅使もしくは遣唐使が感染源である可能性が高いとする見方もある。735年8月までに九州北部では天然痘が大流行しており、事態を受けた大宰府は8月23日、管内（九州）の住民に対する当年度の税の一部（調）を免除するよう朝廷に要請し、許可された。翌736年（天平8年）になっても九州での流行は続き、農民の多くが天然痘により死亡、もしくは農地の放棄に追いやられ、収穫量が激減したことで飢饉が引き起こされた。
736年2月、聖武天皇は新たに遣新羅使を任命し、4月には阿倍継麻呂を団長とする使節団が平城京を出発した。使節団は九州北部を経由して新羅に向かったが、一行はその道中で天然痘に感染し、随員の雪宅満は新羅に到達する前に壱岐で病死した。その後、大使の阿倍継麻呂も新羅からの帰国途中に対馬で病死し、残された一行が平城京に帰還すると本州にウイルスが持ち込まれ、737年（天平9年）には天然痘が全国的に大流行することとなった。737年6月には平城京で官人の大多数が罹患したため、朝廷が政務の停止に追い込まれる事態となった。737年7月には、大和国、伊豆国、若狭国、伊賀国、駿河国、長門国の諸地域が相次いで天然痘の大流行を報告した。737年8月には、流行の拡大を受けて税免除の対象が九州だけではなく日本全国の地域に広げられた。737年の流行は庶民だけではなく全ての階級の日本人を襲い、死亡した多くの貴族には藤原武智麻呂、藤原房前、藤原宇合、藤原麻呂という当時の国政を担っていた藤原氏の四兄弟も含まれていた。天然痘の流行は738年（天平10年）の1月までにほぼ終息した。
日本史の研究者ウィリアム・ウェイン・ファリス (William Wayne Farris) が、『正倉院文書』に残されている当時の正税帳を利用して算出した推計によれば、735–737年の天然痘による日本の死亡者数は当時の総人口の25–35パーセントに達しており、一部地域ではそれをはるかに上回る死亡率であったという。ファリスの推計に従えば、この時期の日本では100万–150万人が天然痘によって死亡していたことになる。同じく歴史学者の吉川真司によれば、当時の四位以上の官人33名のうち11名（33％）が死亡しており、加えて同時期の五位以上の官人が約150名前後いたが、736年・737年の2年間で叙爵（従五位下以上に昇進）を受けた者が57名に昇り、その大部分は疫病による死亡者の補充のためであったと考えられている。ただし、通常の年でも毎年8名から10名は叙爵を受けていることや、高齢による致仕など疫病以外による理由の可能性も考慮すると、実際の死亡者は40-50名前後と推測され、支配階層においてもファリスの推計が成立することを指摘している。

## 対策
なお、『類聚符宣抄』という太政官符・宣旨などを集めた書物の中に、天平9年（737年）6月26日付の太政官符が1通収録されている。
　太政官符東海東山北陸山陰山陽南海等道諸国司　疫病治療法および禁ずべき食物等のこと、七カ条
1. 今回の疫病は赤斑瘡という。発熱時の症状は瘧（おこり、悪寒・高熱をともなう病気一般）に似ていて、発熱後3、4日、あるいは5、6日で発疹し、瘡（そう、吹き出物）の出る期間も3、4日続く。患者の全身は焼けるように熱く、しきりに冷水を飲みたがるが、決して飲ませてはならない。瘡が出終わると熱も引くが、下痢が併発する。早く治療しないと下血する。下血は発病当初からの場合もある。併発する症状は4種ある。咳・嘔吐・吐血・鼻血である。下痢は最も急いで治すべきものである。これらを知った上でよく治療に勤めるべし。
2. 布・綿で腹・腰を巻き、必ず温かくしておく。冷やしてはいけない。
3. 患者を地面に寝かせておいてはならない、床に敷物を敷いて寝かせるように。
4. 重湯、粥、煎飯、粟等の汁は温冷問わず好みで与える。鮮魚・冷肉・果物・生野菜はいけない。特に生水・氷はかたく慎むように。下痢を起こしたら、煮た韮や葱を多く食べさせると良い。血便や乳状便が出たら、糯粉と米粉を混ぜて煮、一日に数度飲ませる。又、糯や粳の糒を湯で溶いたものを用いる。
5. 下痢が止まらなければ、5、6度に増やす。必ず臼で全てを挽いたものを用いるように。
6. およそこの病気は食事を嫌がるものだが、無理しても食事させなくてはならない。また海松を炙ったものや、塩をたびたび口に含ませると、口や舌が荒れても、結果が良いようである。
7. 回復後も20日間は鮮魚・冷肉・果物・生野菜を摂取してはいけないし、生水・水浴・房事のたぐいや、風雨の中を歩いたりすることも慎むように。もしこの注意を守らないと必ず霍乱（かくらん）になって下痢を再発する。これを勢発・労発というのだが、そうなったら、愈跗（ゆふ）・扁鵲（へんじゃく）のような中国古代の名医を連れてきても手遅れである。20日過ぎれば魚も肉もいい。ただよく炙ってから食べる。乾鮑（ほしあわび）・堅魚（なまりぶし）・乾肉の類もいいだろう。しかし、鯖（さば）や鯵（あじ）はたとえ干物でも止めておくように。年魚（あゆ）もいけない。蘇（乳製品）・蜜・豉（豆腐）などはいい。
8. およそ疫病を治そうと思うなら丸薬・散薬など（インチキな薬・効力のないもの）は使うべきでなく、もし熱が引かなければ、僅かの人参湯を飲む。

　この四月以来、平城京・畿内はことごとく疫病に臥せっており、 死亡者が続出している。諸国の百姓も定めて被害甚大だろう。よって以上の如く、注意を箇条書きにして諸国に伝達する。

　この官符本文は到着次第国衙で写し取り、本文は郡司の主帳以上1人を使人としてただちに隣国へ送付し、留滞させてはならぬ。また国司は所管の国内を巡行して百姓にこの内容を告示せよ。もし百姓のうちに重湯や粥にする米のない者がいたならば、国司は正税の倉を開いて賑給（しんごう）し、その使用量は記録して太政官に報告せよ。

　なお、この官符は太政官の発行した正文であるから、官印を押しておく。官符到着次第、実行せよ。
以上のように、太政官は疫病についての心得を、国司を通じて全国の百姓（人民）に周知徹底させようとしており、この文書を全国の諸道に複写し、発送している。

## 余波

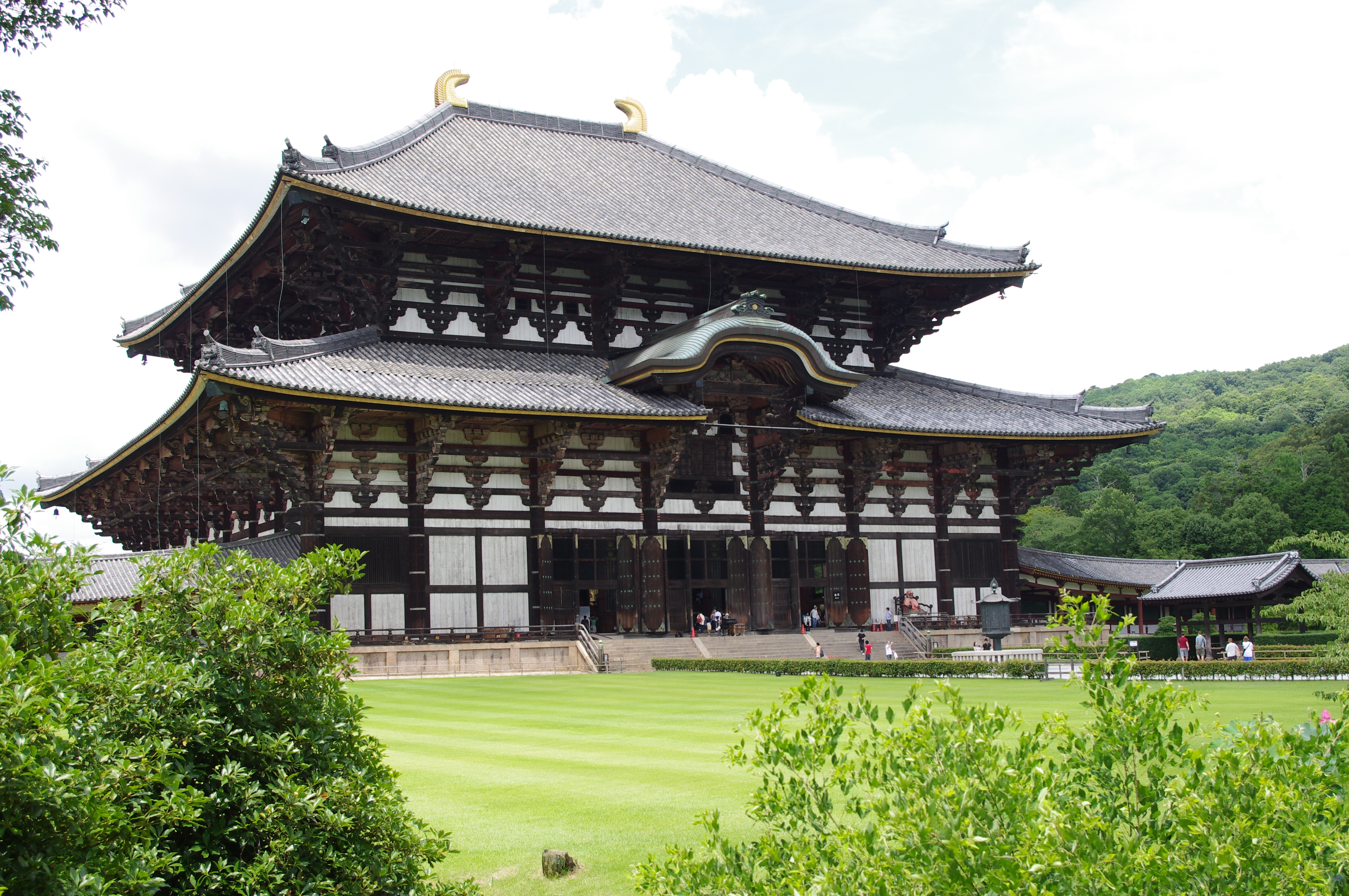
東大寺大仏殿。盧舎那仏像（奈良の大仏）は天平の疫病大流行の後、聖武天皇の命によって建立された。

政権を担っていた藤原四兄弟が相次いで病死した後、彼らの政敵であった橘諸兄が代わって国政を執り仕切るようになった。彼の政権では、公卿は合計7人で各氏一人ずつとなった点が注目される。天然痘の終息から数年後には、農業生産性を高めるため、農民に土地の私有を認める「墾田永年私財法」が施行されたが、これは疫病によるダメージからの回復を目指す社会復興策としての一面が強かった。
当時、災害や疫病などの異変は為政者の資質によって引き起こされると見なす天人相関説の風潮があり、天然痘の流行に個人的な責任を感じた聖武天皇は仏教への帰依を深め、東大寺および盧舎那仏像（奈良の大仏）の建造を命じたほか、日本各地に国分寺を建立させた。盧舎那仏像を鋳造する費用だけでも、国の財政を破綻させかねないほど巨額であったと言われている。
しかし、749年（天平21年）に陸奥国から黄金が献上されたことで大きく状況が変化する。黄金の発見は盧舎那仏像の鍍金作業との関係や4文字の元号（年号）である天平感宝への改元（四字年号時代）と関連付けられて語られることが多いが、陸奥国の産金は一時的なものではなく盧舎那仏像の鍍金作業が完了した後はそのまま国庫に入ったと考えられるからである。黄金は疫病がもたらした財政的な打撃を癒やした他、池溝・耕地開発などの社会回復策の財源に用いられた。そして、四字年号時代が終わる770年（神護景雲4年/宝亀元年）頃には、人口は疫病前の水準にまで回復したと推定され、8世紀末には約540－590万人まで回復している。なお、陸奥国の黄金は遣唐使や入唐僧の現地での支払手段として、大宰府における国際交易の決済手段としても用いられ、「黄金郷」日本のイメージの原点ともなった。
更に日本人の対外関係にも影響を与えたとする説もある。栄原永遠男は日本と新羅の疫病記録の比較から、日本から遣新羅使を介して新羅に疫病が流入した可能性が高いとしているが、当時の人々は新羅から持ち込まれたものと信じており、13世紀に記された『続古事談』などの記述に反映されて通説化していった。河内春人は遣新羅使が派遣される前に疫病記事があることから、新羅からの流入説に根拠がないとした上で、天平の時の誤った認識が平安時代に入ると「外部（異国）から来る疫鬼・疫神が日本に疫病をもたらす」という考えに発展し、外国は疫病を生み出す穢れた存在であるという観念が生み出され、平安時代中期以降の王権の排外性の歴史的前提となったとしている。
天平の疫病大流行の後、日本では数世紀にわたって天然痘のエピデミックが繰り返されることとなった。しかし、10世紀を迎える頃には日本人にとって天然痘の流行はエンデミックと化しており、735–737年のような壊滅的な被害が出ることはなくなった。

## 大衆文化
2017年発表の澤田瞳子の歴史小説『火定』（かじょう）は、737年の天然痘大流行を題材にしたものであり、第158回直木賞の候補作となった。